# Alexander Popow (DJ)

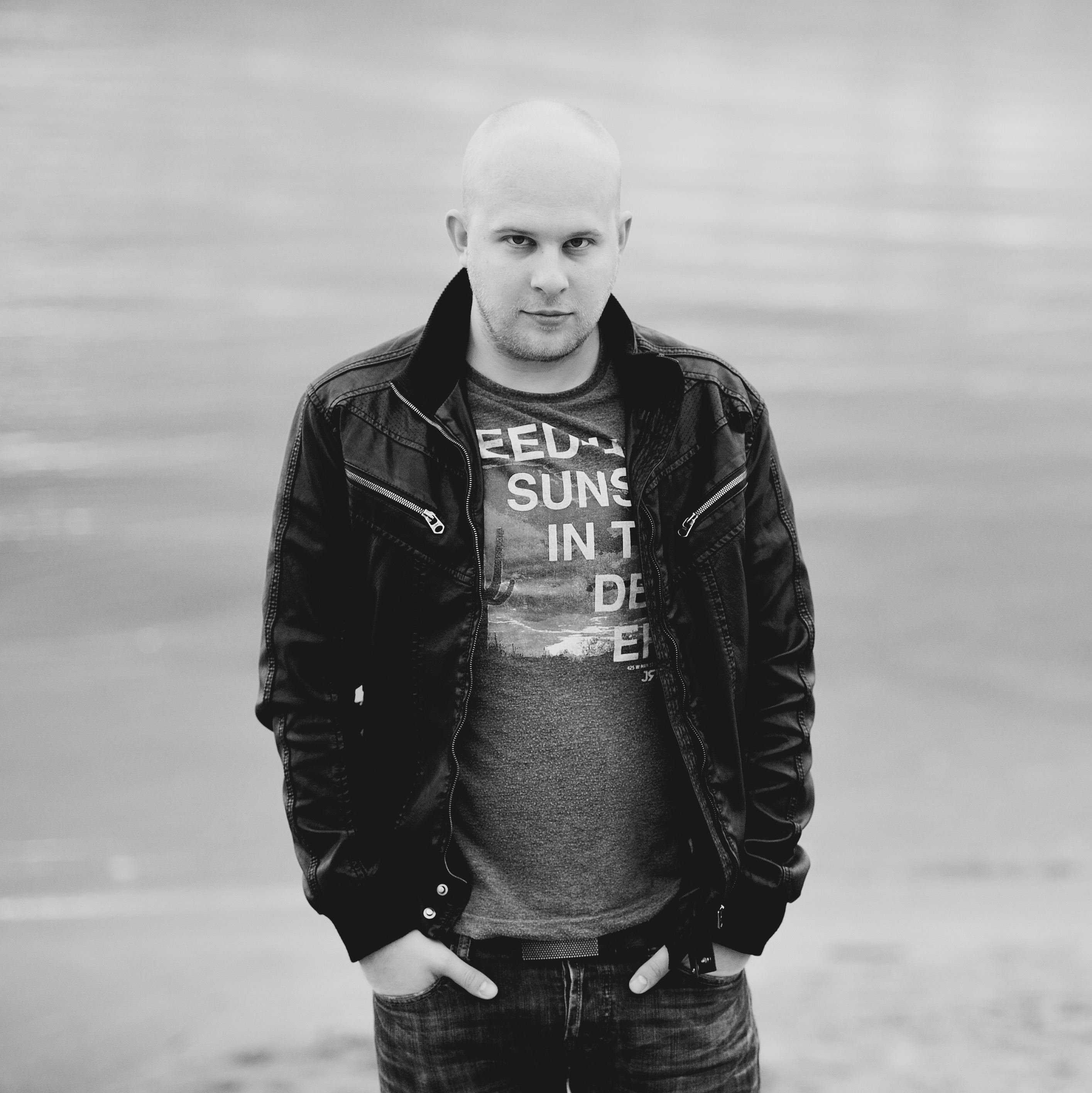
Alexander Popow (2015)

Alexander Witaljewitsch Popow (russisch Александр Витальевич Попов; * 1986 in Saratow) ist ein russischer DJ, der hauptsächlich Musik im Bereich Trance und Progressive House produziert.

## Biografie
Bereits in seiner Kindheit zeigte sich bei Alexander Popow ein musikalisches Talent, weshalb er eine Musikschule besuchte. Mit 15 Jahren kam er zum ersten Mal in Kontakt mit elektronischer Tanzmusik, welche ihn sehr faszinierte. Mit 16 – 17 Jahren experimentiere er mit ersten eigenen Tracks im Bereich House, D 'n' B und Trance.
Ab 2001 spielte er auf größeren Partys und wurde im Jahr 2005 Co-Moderator bei einer Radioshow. Ersten großen weltweiten Erfolg hatte Popow mit seinem Track Vapour Trails, welchen er unter dem Label Insatiable Records veröffentlichte. Seit 2010 steht er unter Vertrag bei Armada Music. Popow trat bereits mehrmals bei internationalen Großveranstaltungen wie ASOT 600 in Madrid, ASOT 650 in Jekaterinburg oder dem Trancemission Open Air in Sankt Petersburg  auf.
Popow gehört u. a. neben Arty zu den großen international bekannten DJs aus Russland. Seine Werke wurden von vielen weltweit bekannten DJs geremixt wie Dash Berlin, Armin van Buuren und Above & Beyond. Umgekehrt hat Alexander Popow von vielen Musikstücken dieser DJs Remixe erstellt.
Mit Interplay besitzt Popow seit 2014 eine wöchentliche Radioshow, die jeden Donnerstag um 22:00 Uhr als Podcast veröffentlicht wird.

## Auszeichnungen und Erfolge
Alexander Popows Werke bekommen regelmäßig Beachtung durch die Radiosendung A State of Trance, einige der Werke wurden durch Armin van Buuren zum „Tune Of The Week“ erklärt.
Seine Singles „Multiverse“, „Quantum“ und „Lost Language“ schafften es in die oberen drei Plätze der Beatport-Charts.
Im Jahr 2014 wurde seine Single „Steal You Away“ für die International Dance Music Awards in Miami nominiert.

## Diskografie

### Singles/EP
| Erscheinungsjahr | Titel                                               | Label             |
| ---------------- | --------------------------------------------------- | ----------------- |
| 2007             | Vapour Trails                                       | Insatiable Record |
| 2007             | Hypnotize                                           | Swordtail Records |
| 2008             | Atlantida                                           | Eternity Records  |
| 2008             | Awakening                                           | VANDIT Records    |
| 2009             | Everest                                             | AVA Recordings    |
| 2009             | What about future                                   | Liquid Records    |
| 2009             | Metropolis                                          | AVA Recordings    |
| 2010             | Revolution in you                                   | Armind            |
| 2012             | Elegia                                              | Armind            |
| 2012             | When the sun                                        | S107 Recordings   |
| 2012             | Attractive force                                    | A State of Trance |
| 2012             | My World                                            | S107 Recordings   |
| 2013             | Steal you way                                       | Aropa Records     |
| 2013             | Lost Language                                       | Armind            |
| 2013             | Moscow Subway                                       | Armind            |
| 2013             | Legend                                              | Armind            |
| 2014             | Quantum                                             | Armind            |
| 2014             | External Flame/Sibiria                              | Armind            |
| 2015             | Multiverse                                          | Armind            |
| 2015             | Born to love                                        | Armind            |
| 2015             | Olympus                                             | Armind            |
| 2015             | Paradise (zusammen mit LTN feat. Christina Novelli) | Armind            |
| 2016             | Distant Power                                       | Armind            |
| 2016             | Spacewalk (zusammen mit Digital X)                  | Armind            |

### Alben
| Erscheinungsjahr | Titel        | Label        |
| ---------------- | ------------ | ------------ |
| 2013             | Personal Way | Armada Music |

### Kompilationen
| Erscheinungsjahr | Titel                  | Label        | Anmerkungen                                                            |
| ---------------- | ---------------------- | ------------ | ---------------------------------------------------------------------- |
| 2012             | Trance World Volume 16 | Armada Music | Ein von Popow gemixtes Album                                           |
| 2015             | Interplay              | Armada Music | Teils neue eigene Werke und die fremder Künstler                       |
| 2016             | Interplay 2016         | Armada Music | Eigene Produktionen sind zusammen mit denen anderen Künstler vertreten |